# Оржицы
О́ржицы — деревня в Ломоносовском районе Ленинградской области. Административный центр Оржицкого сельского поселения.

## История
Деревня Малканова упомянута на «Географическом чертеже Ижорской земли» Адриана Шонбека 1705 года.
Согласно 6-й ревизии 1811 года мыза Краснозаборовская (Заборовская Красная) с деревнями Малкуново, Елагино и Исаево принадлежали генерал-майору П. Ф. Веймарну и гвардии капитану А. П. Скворцову.
На карте Санкт-Петербургской губернии Ф. Ф. Шуберта 1834 года обозначены смежные деревни Чудинова, Исаева, Малкунова и мыза Красная Скворцова.

МАЛЬКУНОВО — деревня принадлежит наследникам покойного гвардии капитана Скворцова, число жителей по ревизии: 41 м. п., 52 ж. п.

ИСАЕВО — деревня принадлежит наследникам покойного гвардии капитана Скворцова, число жителей по ревизии: 40 м. п., 39 ж. п. (1838 год)

В пояснительном тексте к этнографической карте Санкт-Петербургской губернии П. И. Кёппена 1849 года записаны: 
- Krassnaja, Herrensitz (мыза Красная), количество жителей на 1848 год:  ижоры — 3 м. п., 1 ж. п., всего 4 человека
- Malkunaisi (Малкунова), количество жителей на 1848 год: ижоры — 32 м. п., 38 ж. п., всего 70 человек, эвремейсов — 6 м. п., 6 ж. п., всего 12 человек
- Isala (Исаева), количество жителей на 1848 год: ижоры — 30 м. п., 30 ж. п., всего 60 человек
- Wainkylä (Чудинова), количество жителей на 1848 год: ижоры — 6 м. п., 7 ж. п., всего 13 человек.

Ижоры относились к православному Ропшинскому Благовещенскому приходу, ингерманландцы — к лютеранскому приходу Серепетта

ОРЖИЦЫ — деревня господина Оржицкого, по просёлочной дороге, число дворов — 7, число душ — 12 м. п. (1856 год)

Согласно 10-й ревизии 1856 года мыза Красная с деревнями Малкуново, Елагино и Исаево принадлежала помещику Скворцову.

ОРЖИЦЫ — мыза владельческая при пруде, по правую сторону Копорской дороги, в 25½ верстах от Петергофа, число дворов — 1, число жителей: 2 м. п., 1 ж. п.  (1862 год)

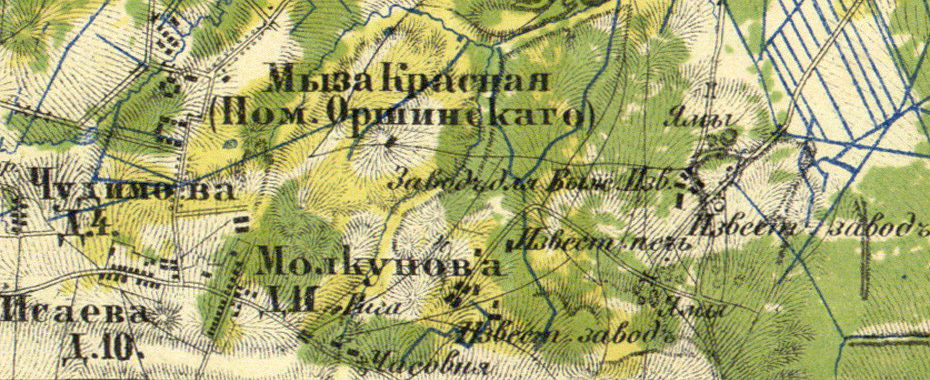
Оржицы на карте 1860 года

Согласно «Спискам населённых мест Российской Империи» от 1862 года Красной Мызой назывались три смежные с мызой Оржицы деревни: Малкуново, Исаева и Чудинова.

МАЛКУНОВО — деревня владельческая при колодце, число дворов — 13, число жителей: 36 м. п., 32 ж. п.
 
ИСАЕВА — деревня владельческая при колодце, число дворов — 9, число жителей: 17 м. п., 19 ж. п.

ЧУДИНОВА — деревня владельческая при пруде, число дворов — 1, число жителей: 2 м. п., 1 ж. п. (1862 год) 

Согласно материалам по статистике народного хозяйства Петергофского уезда 1887 года мыза Красная площадью 999 десятин принадлежала дворянам В. Д. и Ю. Д. Скворцовым, в мызе был известковый завод и водяная мельница, сдаваемая в аренду. Мыза Оржицы площадью 186 десятин принадлежала дворянке С. Ф. Оржицкой. Обе мызы были приобретены до 1868 года.
В конце XIX века деревни административно относились к Гостилицкой волости 1-го стана Петергофского уезда Санкт-Петербургской губернии, в начале XX века — 3-го стана.
По данным «Памятной книжки Санкт-Петербургской губернии» за 1905 год мыза Оржицы площадью 124 десятины принадлежала графине Муравьёвой.
К 1913 году количество дворов в деревне Исаева увеличилось до 10, в деревне Малкуново — уменьшилось до 11, а в деревне Чудинова выросло до 4. Смежно с деревнями располагались три мызы: Оржинская, Красная и Белая.
Согласно данным переписи населения СССР 1926 года в деревне Малкуново Забородского сельсовета Гостилицкой волости Троцкого уезда проживали 56 человек — большинство русские, а также финны, эстонцы, чуваши и цыгане; в деревне Исаево проживали 64 человека — большинство русские, а также финны; в деревне Левалово-Чудиново проживал 131 человек — большинство русские, а также финны.
По данным 1933 года деревни Исаево и Малкуново входили в состав Заборовского сельсовета Ораниенбаумского района с центром в деревне Елагино. В сельсовет входили 8 населённых пунктов с населением 704 человека. Деревни Оржицы в составе сельсовета не числилось.
По данным 1936 года деревня Оржицы была центром Забородского сельсовета, в который входили 7 населённых пунктов, 203 хозяйства и 7 колхозов.
По данным 1966 и 1973 годов деревня находилась в составе Гостилицкого сельсовета.
По данным 1990 года в деревне Оржицы проживали 2884 человека. Деревня являлась административным центром Оржицкого сельсовета в который входили 6 населённых пунктов: деревни Большое Забродье, Вильповицы, Ильино, Малое Забродье, Оржицы, Петровское, общей численностью населения 3194 человека.
В 1997 году в деревне проживали 2826 человек, в 2002 году — 2581 человек (русские — 92 %), в 2007 году — 2798.

## География
Деревня расположена в центральной части района на автодороге 41К-246 (Петровское — Гостилицы) в месте примыкания к ней автодороги 41К-274 (Ропша — Оржицы).
Расстояние до районного центра — 29 км.
Расстояние до железнодорожной станции Ораниенбаум I — 28 км.
Деревня находится на уступе глинта между Ропшей и Вильповицами.

## Демография
| 1862 | 2002  | 2007  | 2010  | 2017  |
| ---- | ----- | ----- | ----- | ----- |
| 107  | ↗2581 | ↗2798 | ↘2796 | ↘2735 |

## Достопримечательности
- Руины усадьбы декабриста Н. Н. Оржицкого
- Усадебный парк
- Голубые озёра — исток реки Шингарки

## Улицы
Леволовская, Новая, Центральная, Школьная.

## Садоводства
Флора-2.